# Ивлев, Владислав Григорьевич
Владислав Григорьевич Ивлев (род. 8 февраля 1939) — советский борец классического стиля, чемпион и призёр чемпионатов СССР и Европы, мастер спорта СССР международного класса (1965).

## Биография
Борьбой начал заниматься в 1957 году. В 1959 году выполнил норматив мастера спорта. Пять раз участвовал в чемпионатах СССР. В 1968 году ушёл из большого спорта.
Почётный гражданин Подольска. В Подольске проводится международный турнир по греко-римской борьбе среди юношей на призы Владислава Ивлева.

## Спортивные результаты
- Чемпионат СССР по классической борьбе 1965 — ;
- Чемпионат СССР по классической борьбе 1966 — ;
- Чемпионат СССР по классической борьбе 1968 — ;